# خلج‌رود
خلج‌رود، روستایی از توابع بخش مرکزی شهرستان کنگاور در استان کرمانشاه ایران است.

## جمعیت
این روستا در دهستان خزل‌ غربی قرار دارد و براساس سرشماری مرکز آمار ایران در سال ۱۳۸۵، جمعیت آن ۲۹۱ نفر (۷۰خانوار) بوده‌است.

## ساکنان در طول تاریخ
- امیر ارسلان خان  داماد شاهزاده امام قلی عمادالدوله حاکم کرمانشاه که به دستور امیر کبیر ۵ سال والی کرمان بود و با لقب سپهسالار شناخته می شود. او هم چنین داماد شاهزاده محمد میرزا صاحب قله روین دژ بوده است.
- محمد ولی خان  پسر امیر ارسلان خان  از بزرگان طایفه  در کرمانشاه که به دلیل شجاعت بسیار از سوی ناصرالدين شاه مفتخر به درجه سرتیپی شد و با لقب محمد ولی خان سرتیپ و سرتیپ خان شناخته می شود. او نوه دختری شاهزاده محمد میرزا  صاحب قلعه روین دژ بوده است.
- نظر علی خان امیری پسر محمد ولی خان و  نوه امیر ارسلان خان   بوده است که از مخالفان سرسخت رضا شاه پهلوی و محمد رضا شاه پهلوی بوده است و بارها سپاهیان آنها را شکست داده و با لقب امیر والا شناخته می شود. مادر او دختر مصطفی قلی خان خزل و از نوادگان حسنعلی میرزا شجاع‌السلطنه بوده است. او تنها یک برادر دیگر از این مادر با خود دارد به نام احمد علی خان ارانی خزل یا احمد علی خان خزایی.